# Оно, Ёсинори
Ёсинори Оно (яп. 小野義徳 Оно Ёсинори) — японский продюсер игровой индустрии, а также саунд-продюсер и композитор. Наиболее известен как сотрудник компании Capcom (1998–2020), в составе которой он руководил развитием франшизы Street Fighter. Помимо этого продюсер известен юмором, в частности «соперничеством» с Кацухиро Харадой и переодеванием в персонажей Street Fighter. На PlayStation Meeting 2013 анонсировал игру от Capcom, под рабочим названием Deep Down для PlayStation 4.

## Карьера

### Игры, в разработке которых принимал участие
- 2016 : Street Fighter V — продюсер
- 2014 : Savage Reign — продюсер
- 2013 : Ultra Street Fighter IV — продюсер
- 2012 : Street Fighter X Tekken — продюсер
- 2011 : Super Street Fighter IV: 3D Edition — геймдизайнер
- 2010 : Super Street Fighter IV — продюсер
- 2008 : Street Fighter IV — продюсер/руководитель проекта
- 2006 : Onimusha: Dawn of Dreams — продюсер
- 2005 : Capcom Fighting Jam — продюсер[2]
- 2005 : Shadow of Rome — сопродюсер
- 2004 : Resident Evil Outbreak File 2 — ведущий руководитель-дизайнер персонажей
- 2003 : Resident Evil: Outbreak — моделирование
- 2003 : Chaos Legion — продюсер
- 2002 : Onimusha 2: Samurai's Destiny — ассоциированный продюсер
- 2001 : One Piece Mansion — звукорежиссёр
- 2001 : Devil May Cry — координатор звука
- 2000 : Dino Crisis 2 — публицист
- 1999 : Street Fighter III: 3rd Strike — режиссёр по саунд-менеджменту
- 1999 : The Misadventures of Tron Bonne — сотрудник
- 1999 : Marvel vs Capcom: Clash of Super Heroes — сотрудник

## Шутки

### «Конфликты» с Кацухиро Харадой
В феврале 2011 года, Ёсинори Оно и создатель Tekken Кацухиро Харада разыграли шоу, в рамках проходящей работы над кроссовером их игровых серий Street Fighter X Tekken. По сюжету, босс якудза Оно, напившись, проникает в штаб конкурирующей корпорации принадлежащей Хараде, чтобы разгромить её и похитить Tekken Tag Tournament 2. В отместку же Харада, одетый в кимоно Хэйхати Мисимы (его самого любимого персонажа серии) вооружённый катаной и винтовкой проникает в штаб корпорации Оно.